# Rsovac
Rsovac (en serbe cyrillique : Рсовац) est un village de Serbie situé dans la municipalité d'Aleksinac, district de Nišava. Au recensement de 2011, il comptait 280 habitants.

## Démographie
| 1948 | 1953 | 1961 | 1971 | 1981 | 1991 | 2002 | 2011 |
| ---- | ---- | ---- | ---- | ---- | ---- | ---- | ---- |
| 858  | 886  | 866  | 765  | 649  | 514  | 395  | 280  |

|  |